# Briefmarken-Jahrgang 2018 der Bundesrepublik Deutschland
Der Briefmarken-Jahrgang 2018 der Bundesrepublik Deutschland wurde im November 2016 vom zuständigen Bundesministerium der Finanzen vorgestellt und im Dezember 2017 aktualisiert. Der Jahrgang sollte 52 Postwertzeichen umfassen.

## Liste der Ausgaben und Motive
Legende
- Bild: Eine bearbeitete Abbildung der genannten Marke. Das Verhältnis der Größe der Briefmarken zueinander ist in diesem Artikel annähernd maßstabsgerecht dargestellt. Sollten keine Marken abgebildet sein, liegt es daran, dass das Urheberrecht des Künstlers noch nicht erloschen ist.
- Beschreibung: Eine Kurzbeschreibung des Motivs und/oder des Ausgabegrundes. Bei ausgegebenen Serien oder Blocks werden die zusammengehörigen Beschreibungen mit einer Markierung versehen eingerückt.
- Wert: Der Frankaturwert der einzelnen Marke in Eurocent. Ein „+“ bedeutet, dass es sich um eine Zuschlagsmarke handelt (= Frankaturwert + Spende).
- Ausgabedatum: Das Datum des erstmaligen Verkaufs dieser Briefmarke.
- Auflage: Soweit bekannt, wird hier die zum Verkauf angebotene Anzahl dieser Ausgabe angegeben.
- Entwurf: Soweit bekannt, wird hier angegeben, von wem der Entwurf dieser Marke stammt.
- Mi.-Nr.: Diese Briefmarke wird im Michel-Katalog unter der entsprechenden Nummer gelistet.

| Sondermarken | |                   |                       |                                  |                                     |                  |
| Bild         | Beschreibung | Werte in Eurocent | Ausgabe- datum (2018) | Auflage                          | Entwurf                             | Mi.-Nr.          |
|              | Serie: Tierkinder - Reh | 85                | 2. Januar             | 3.673.000 davon 33.600 auf ETB   | Nicole Elsenbach und Frank Fienbork | 3352             |
|              | - Seehund | 85                | 2. Januar             | 3.673.000 davon 33.600 auf ETB   | Nicole Elsenbach und Frank Fienbork | 3353             |
|              | Serie: Burgen und Schlösser - Schloss Falkenlust zu Brühl | 70                | 2. Januar             | 5.748.000 davon 33.600 auf ETB   | Nicole Elsenbach und Frank Fienbork | 3354             |
|              | Deutsche Brotkultur | 260               | 2. Januar             | 3.083.000 davon 33.600 auf ETB   | Carsten Wolff                       | 3355             |
|              | Serie: Astrophysik - Gravitationswellen selbstklebend aus Folienblatt | 70                | 2. Januar             | 360.190.000 davon 33.600 auf ETB | Andrea Voß-Acker                    | 3356 FB 72       |
|              | Plusmarken-Serie: Für die Wohlfahrtspflege – Grimms Märchen – Der Froschkönig zur Unterstützung der Bundesarbeitsgemeinschaft der Freien Wohlfahrtspflege e. V. - Goldene Kugel | 70+30             | 1. Februar            | 2.653.000 davon 33.600 auf ETB   | Johannes Graf                       | 3357             |
|              | - Goldenes Besteck | 85+40             | 1. Februar            | 3.554.000 davon 33.600 auf ETB   | Johannes Graf                       | 3358             |
|              | - Nach dem Mahl | 145+55            | 1. Februar            | 5.104.000 davon 33.600 auf ETB   | Johannes Graf                       | 3359             |
|              | 200 Jahre Rheinische Friedrich-Wilhelms-Universität Bonn | 45                | 1. Februar            | 5.783.000 davon 33.600 auf ETB   | Andreas Hoch                        | 3360             |
|              | 25 Jahre Tafeln in Deutschland | 70                | 1. Februar            | 5.705.000 davon 33.600 auf ETB   | Susann Stefanizen                   | 3361             |
|              | Serie: Mikrowelten - Vitamin C selbstklebend aus Rolle | 85                | 1. Februar            | 7.030.500 davon 33.600 auf ETB   | Andrea Voß-Acker                    | 3362             |
|              | Serie: Design aus Deutschland - Lindinger Straßenbahn Stuttgart selbstklebend aus Rolle                                                                                         | 145               | 1. Februar            | 6.289.500 davon 33.600 auf ETB   | Sibylle Haase und Fritz Haase       | 3363             |
|              | Plusmarken-Serie: Für die Wohlfahrtspflege – Grimms Märchen – Der Froschkönig - Goldene Kugel selbstklebend aus Markenheftchen und Rolle                                        | 70+30             | 1. Februar            | 13.001.400 davon 33.600 auf ETB  | Johannes Graf                       | 3364 MH 108      |
|              | Serie: Burgen und Schlösser - Schloss Friedenstein Gotha | 70                | 1. März               | 4.255.000 davon 33.600 auf ETB   | Nicole Elsenbach und Frank Fienbork | 3366             |
|              | Serie: Automobil-Klassiker (1950er bis 1980er Jahre) - Audi Quattro | 145               | 1. März               | 3.293.000 davon 33.600 auf ETB   | Thomas Serres                       | 3367             |
|              | - Wartburg 1.3 | 145               | 1. März               | 3.293.000 davon 33.600 auf ETB   | Thomas Serres                       | 3368             |
|              | Briefmarkenblock – Peanuts - Post für Snoopy | 70                | 1. März               | 5.805.000 davon 33.600 auf ETB   | Jennifer Dengler                    | Block 82 3369    |
|              | - Die Peanuts-Rasselbande | 90                | 1. März               | 4.290.000 davon 33.600 auf ETB   | Jennifer Dengler                    | 3370             |
|              | Post für Snoopy selbstklebend aus Folienblatt | 70                | 1. März               | 62.380.000 davon 33.600 auf ETB  | Jennifer Dengler                    | 3371 FB 73       |
|              | Die Peanuts-Rasselbande selbstklebend aus Folienblatt | 90                | 1. März               | 11.590.000 davon 33.600 auf ETB  | Jennifer Dengler                    | 3372 FB 74       |
|              | 150. Geburtstag Peter Behrens | 70                | 12. April             | 4.773.000 davon 33.600 auf ETB   | Daniela Haufe und Detlef Fiedler    | 3373             |
|              | 150 Jahre Technische Universität München | 150               | 12. April             | 3.173.000 davon 33.600 auf ETB   | Stefan Klein und Olaf Neumann       | 3374             |
|              | 100. Geburtstag Elisabeth Mann Borgese | 370               | 12. April             | 6.643.000 davon 33.600 auf ETB   | Nicole Elsenbach                    | 3375             |
|              | Serie: Tierkinder - Reh selbstklebend aus Folienblatt | 85                | 12. April             | 90.410.000 davon 33.600 auf ETB  | Nicole Elsenbach und Frank Fienbork | 3377 FB 75       |
|              | Serie: Automobil-Klassiker - Audi Quattro - Wartburg 1.3 selbstklebend aus Folienblatt                                                                                          | je 145            | 12. April             | 68.510.000 davon 33.600 auf ETB  | Thomas Serres                       | 3378, 3379 FB 76 |
|              | Plusmarken-Serie: Für den Sport – Sportlegenden – Legendäre Fußballspiele zur Unterstützung der Stiftung Deutsche Sporthilfe - Finale 1954                                      | 70+30             | 3. Mai                | 1.757.000 davon 33.600 auf ETB   | Astrid Grahl und Lutz Menze         | MH 109 3380      |
|              | - Finale 1974 | 85+40             | 3. Mai                | 1.751.000 davon 33.600 auf ETB   | Astrid Grahl und Lutz Menze         | 3381             |
|              | - Finale 1990 | 145+55            | 3. Mai                | 1.751.000 davon 33.600 auf ETB   | Astrid Grahl und Lutz Menze         | 3382             |
|              | Serie: Europa - Brücken | 70                | 3. Mai                | 3.809.000 davon 33.600 auf ETB   | Stefan Klein und Olaf Neumann       | 3383             |
|              | 200. Geburtstag Karl Marx | 70                | 3. Mai                | 3.771.000 davon 33.600 auf ETB   | Thomas Mayfried                     | 3384             |
|              | Tag der Musik – 275 Jahre Gewandhausorchester | 70                | 3. Mai                | 4.261.000 davon 33.600 auf ETB   | Jennifer Dengler                    | 3385             |
|              | Serie: Schreibanlässe - Danke | 70                | 3. Mai                | 3.522.000 davon 33.600 auf ETB   | Regina Kehn                         | 3386 MH 111      |
|              | - Viel Glück | 70                | 3. Mai                | 3.522.000 davon 33.600 auf ETB   | Regina Kehn                         | 3387 MH 111      |
|              | Serie: Burgen und Schlösser - Schloss Falkenlust - Schloss Friedenstein selbstklebend aus Folienblatt                                                                           | je 70             | 3. Mai                | 26.345.000 davon 33.600 auf ETB  | Nicole Elsenbach und Frank Fienbork | 3388, 3389 FB 77 |
|              | Deutsche Brotkultur selbstklebend aus Markenheftchen | 260               | 3. Mai                | ?.???.000                        | Carsten Wolff                       | 3390 MH 110      |
|              | Serie: Leuchttürme - Leuchtturm Darßer Ort | 45                | 7. Juni               | 4.313.000 davon 33.600 auf ETB   | Johannes Graf                       | 3391             |
|              | - Neuer Leuchtturm Wangerooge | 70                | 7. Juni               | 4.263.000 davon 33.600 auf ETB   | Johannes Graf                       | 3392             |
|              | Serie: Schätze aus deutschen Museen - Goethe in der Campagna (Johann Heinrich Wilhelm Tischbein)                                                                                | 145               | 7. Juni               | 5.203.000 davon 33.600 auf ETB   | Stefan Klein und Olaf Neumann       | 3393             |
|              | 1000 Jahre Weihe Wormser Dom St. Peter | 90                | 7. Juni               | 3.283.000 davon 33.600 auf ETB   | Annette le Fort und André Heers     | 3394             |
|              | 800 Jahre Hansestadt Rostock | 70                | 7. Juni               | 4.827.000 davon 33.600 auf ETB   | Matthias Wittig                     | 3395             |
|              | Serie: Leuchttürme - Neuer Leuchtturm Wangerooge selbstklebend aus Rolle | 70                | 7. Juni               | 375.265.000 davon 33.600 auf ETB | Johannes Graf                       | 3396             |
|              | Serie: Schätze aus deutschen Museen - Goethe in der Campagna (Johann Heinrich Wilhelm Tischbein) selbstklebend aus Rolle                                                        | 145               | 7. Juni               | 88.431.400 davon 33.600 auf ETB  | Stefan Klein und Olaf Neumann       | 3397             |
|              | 1000 Jahre Weihe Wormser Dom St. Peter selbstklebend aus Folienblatt | 90                | 7. Juni               | 40.400.000 davon 33.600 auf ETB  | Annette le Fort und André Heers     | 3398 FB 78       |
|              | Serie: Design aus Deutschland - Weltempfänger von Dieter Rams | 345               | 12. Juli              | 2.084.000 davon 33.600 auf ETB   | Sibylle Haase und Fritz Haase       | 3400             |
|              | Serie: Deutschlands schönste Panoramen - Gartenreich Dessau-Wörlitz Motiv 1 | 45                | 12. Juli              | 2.617.000 davon 33.600 auf ETB   | Stefan Klein und Olaf Neumann       | 3401             |
|              | - Gartenreich Dessau-Wörlitz Motiv 2 | 45                | 12. Juli              | 2.617.000 davon 33.600 auf ETB   | Stefan Klein und Olaf Neumann       | 3402             |
|              | 150. Geburtstag Magnus Hirschfeld | 70                | 12. Juli              | 4.218.000 davon 33.600 auf ETB   | Andrea Voß-Acker                    | 3403             |
|              | 100. Geburtstag Nelson Mandela Gemeinschaftsausgabe mit Südafrika | 70                | 12. Juli              | 4.304.000 davon 33.600 auf ETB   | Annette le Fort und André Heers     | 3404             |
|              | Serie: Deutschlands schönste Panoramen - Gartenreich Dessau-Wörlitz Motiv 1 - Gartenreich Dessau-Wörlitz Motiv 2 selbstklebend aus Folienblatt                                  | je 45             | 12. Juli              | 21.867.500 davon 33.600 auf ETB  | Stefan Klein und Olaf Neumann       | 3405, 3406 FB 79 |
|              | Plusmarken-Serie: Für die Jugend – Motive Pilze zur Unterstützung der Stiftung Deutsche Jugendmarke e. V. - Echter Pfifferling                                                  | 70+30             | 9. August             | 1.697.900 davon 33.600 auf ETB   | Sibylle Haase und Fritz Haase       | 3407             |
|              | - Echter Steinpilz | 85+40             | 9. August             | 1.691.900 davon 33.600 auf ETB   | Sibylle Haase und Fritz Haase       | 3408             |
|              | - Maronen-Röhrling | 145+55            | 9. August             | 1.691.900 davon 33.600 auf ETB   | Sibylle Haase und Fritz Haase       | 3409             |
|              | Serie: Wildes Deutschland - Harz – Bergfichtenurwald | 70                | 9. August             | 4.223.400 davon 33.600 auf ETB   | Dieter Ziegenfeuter                 | 3410             |
|              | Plusmarken-Serie: Für den Umweltschutz zur Unterstützung von Projekten für den Umwelt- und Naturschutz - Biologische Vielfalt                                                   | 70+30             | 13. September         | 1.693.900 davon 33.600 auf ETB   | Werner Hans Schmidt                 | 3411             |
|              | Plusmarken-Serie: Tag der Briefmarke - 150 Jahre Norddeutscher Postbezirk | 70                | 13. September         | 4.587.400 davon 33.600 auf ETB   | Ursula Lautenschläger               | 3412             |
|              | Serie: Mikrowelten - Kohlenstofffaser | 90                | 13. September         | 3.149.400 davon 33.600 auf ETB   | Andrea Voß-Acker                    | 3413             |
|              | Serie: Deutsche Fernsehlegenden - Dinner for one | 45                | 11. Oktober           | 4.709.500 davon 33.600 auf ETB   | Thomas Steinacker                   | 3415             |
|              | Serie: Schätze aus deutschen Museen - Johann Gottfried Schadow – Die Prinzessinnengruppe                                                                                        | 85                | 11. Oktober           | 3.216.500 davon 33.600 auf ETB   | Stefan Klein und Olaf Neumann       | 3416             |
|              | Lübecker Märtyrer | 70                | 11. Oktober           | 4.216.500 davon 33.600 auf ETB   | Christopher Jung                    | 3417             |
|              | Plusmarken-Serie: Weihnachten - Kirchenfenster „Jungfrau Maria mit dem Jesuskind“ aus Pfarrkirche St. Stephan zu Mainz                                                          | 70+30             | 2. November           | 2.259.000 davon 33.600 auf ETB   | Designbüro Behr                     | 3418             |
|              | 250. Geburtstag Friedrich Schleiermacher | 70                | 2. November           | 4.233.500 davon 33.600 auf ETB   | Armin Lindauer                      | 3419             |
|              | 100. Geburtstag Ernst Otto Fischer | 70                | 2. November           | 4.704.500 davon 33.600 auf ETB   | Thomas Meyer                        | 3420             |
|              | Weihnachtsschlitten | 70                | 2. November           | 6.727.000 davon 33.600 auf ETB   | Jennifer Dengler                    | 3421             |
|              | Plusmarken-Serie: Weihnachten - Kirchenfenster selbstklebend aus Markenheftchen                                                                                                 | 70+30             | 2. November           | 3.741.000 davon 33.600 auf ETB   | Designbüro Behr                     | 3422 MH 112      |
|              | Weihnachtsschlitten selbstklebend aus Folienblatt | 70                | 2. November           | 63.029.500 davon 33.600 auf ETB  | Jennifer Dengler                    | 3423 FB 80       |
|              | Serie: Astrophysik - ALMA-Observatorium | 145               | 18. Dezember          | 3.226.500 davon 33.600 auf ETB   | Thomas Steinacker                   | 3425             |
|              | - Illustris-Simulation | 145               | 18. Dezember          | 3.196.500 davon 33.600 auf ETB   | Thomas Steinacker                   | 3426             |
|              | Serie: Mikrowelten - Flüssigkristallanzeige (LCD) | 70                | 18. Dezember          | 3.664.500 davon 33.600 auf ETB   | Andrea Voß-Acker                    | 3427             |
|              | Serie: Wildes Deutschland - Schwarzwald – Hornisgrinde | 70                | 18. Dezember          | 3.204.500 davon 33.600 auf ETB   | Dieter Ziegenfeuter                 | 3428             |
|              | 100. Geburtstag Helmut Schmidt | 70                | 18. Dezember          | 3.748.500 davon 33.600 auf ETB   | Frank Fienbork                      | 3429             |
| Dauermarken  | |                   |                       |                                  |                                     |                  |
| Bild         | Beschreibung | Werte in Eurocent | Ausgabe- datum (2018) | Auflage                          | Entwurf                             | Mi.-Nr.          |
|              | Serie: Blumen - Jungfer im Grünen | 145               | 2. Januar             | 81.089.000 davon 33.600 auf ETB  | Stefan Klein und Olaf Neumann       | 3351             |
|              | - Alpenveilchen | 100               | 1. März               | ?.???.000                        | Stefan Klein und Olaf Neumann       | 3365             |
|              | - Seerose selbstklebend aus Rolle | 45                | 12. April             | ?.???.000                        | Stefan Klein und Olaf Neumann       | 3376             |
|              | - Kokardenblume | 379               | 12. Juli              | 1.896.400 davon 33.600 auf ETB   | Stefan Klein und Olaf Neumann       | 3399             |
|              | - Hauswurz | 220               | 11. Oktober           | 4.444.400 davon 33.600 auf ETB   | Stefan Klein und Olaf Neumann       | 3414             |
|              | - Wiesenschaumkraut | 15                | 18. Dezember          | 8.375.900 davon 33.600 auf ETB   | Stefan Klein und Olaf Neumann       | 3424             |
|              | - Winterling selbstklebend aus Folienblatt | 10                | 18. Dezember          | ?.???.000                        | Stefan Klein und Olaf Neumann       | 3430 FB 81       |
|              | - Wiesenschaumkraut selbstklebend aus Folienblatt | 15                | 18. Dezember          | ?.???.000                        | Stefan Klein und Olaf Neumann       | 3431 FB 82       |
|              | - Hasenglöckchen selbstklebend aus Folienblatt | 20                | 18. Dezember          | ?.???.000                        | Stefan Klein und Olaf Neumann       | 3432 FB 83       |